# Середа, Борис Петрович
Борис Петрович Середа (род. 24 августа 1961, Запорожье) — украинский учёный в области материаловедения и обработки металлов. Президент АН Материаловедения и Инновационных Технологий (МИТ), Академик АН МИТ, доктор технических наук, профессор. Директор НИЦ ЭМ. Заведующий кафедрой автомобили и автомобильное хозяйство Ученик выдающихся учёных в области материаловедения академика д.т. н. профессора Лахтина Ю. М. , д.т. н., профессора Когана Я. Д., д.т. н. проф. Штесселя Э. А.

## Биография
Родился в г. Запорожье. Окончил СШ № 54 (с золотой медалью) и автомобильный факультет Запорожского машиностроительного института имени В. Я. Чубаря по специальности «Автомобили и тракторы» (1983, с отличием).
В 1989 г. защитил кандидатскую, а в 1994 году. — докторскую диссертации на кафедре «Металловедение и термическая обработка металлов» Московского автомобильно-дорожного института (МАДИ).
С 1989 г. работал в Запорожском индустриальном институте (ныне —Инженерный институт Запорожского национального университета) где в 1999 г. создал кафедру материаловедения и обработки металлов . Звание профессора получил в 1995 году. Директор и научный руководитель НИЦ ЭМ , доктор технических наук, профессор. Заведующий кафедрой автомобили и автомобильное хозяйство Днепровского государственного технического университета (ДГТУ).
Отличник образования Украины. Награждён нагрудным знаком За научные и образовательные достижения. Лауреат награды Ярослава Мудрого в области науки и техники, Лауреат международной премии имени Д. К. Чернова. Президент АН МИТ, академик АН МИТ, доктор технических наук, профессор. Главный редактор научного журнала Математическое моделирование. Председатель специализированного ученого совета ДГТУ по PHd материаловедени.-132.-материаловедениt. Член международных обществ по автомобилям и транспорту, материаловедению и технологиям, металловедению и термической обработки.

## Научный потенциал
Научные интересы: поверхностное упрочнение материалов в условиях самораспространяющегося высокотемпературного синтеза, прокатка, прессование и волочение сталей специального назначения и цветных металлов, упрочнение и повышение надежности деталей автомобилей, экспертное материаловедение, определение давности написания документов при комплексной экспертизе материалов веществ и изделий.
Автор более 500 научных работ, 9 учебников и 8 монографий автор и соавтор более 60 патентов. Лауреат международной премии им. Д. К. Чернова и награды Ярослава Мудрого . Под его руководством защитилась большая плеяда молодых ученых 5 докторов и 15 кандидатов технических наук, успешно работающих в области поверхностного упрочнения деталей военной и ракетно-космической техники, упрочнение и повышение надежности деталей автомобилей и автомобильного транспорта, металлургии и коксохимии, промышленного транспорта, автомобилей. Эксперт в области материаловедения, экспертного материаловедения по установлению даты написания документов, эксперт в области надежности, диагностики и эксплуатации автомобильного транспорта
Опубликовал 83 статьи в библиографической и реферативной базе данных SCOPUS. Индекс Херша − 13, цитирование 339.
Наиболее известные учебники и учебные пособия :
1. Металловедение и термическая обработка черных и цветных металлов.
2. Теория строения жидкого кристаллического и аморфного состояния вещества.
3. Обработка металлов давлением.
4. Прокатное производство.
5. Новые материалы в металлургии.
6. Технология кузнечно-штамповочного производства.
7. Поверхностное упрочнение материалов
8. Обработка металлов давлением при нестационарных температурных условиях.
9. Поверхневе зміцнення конструкційних матеріалів в умовах СВС.
10. Автомобільні двигуни.
11. Підвищення експлуатаційної стійкості та ефективності роботи промислового транспорту в умовах металургійного підприємства
12. Поверхневе зміцнення матеріалів працюючих в умовах комплексного впливу агресивних речовин.
13. Поверхневе зміцнення конструкційних матеріалів з використанням композиційних насичуючих середовищ
14. Інформаційні комп’ютерні системи автомобільного транспорту
15. Математичне моделювання технологічних процесів підприємств автомобільного транспорту
16. Управління якістю в обслуговуванні і ремонті автомобілів
17. Методи експериментальних досліджень, аналіз та презентація результатів
18. Ресурсозберігаючі технології обслуговування та ремонту автомобілів